# Райко Жинзифов
Райко Иванов (Йоанов) Жинзифов е виден български поет от Българското възраждане.

## Биография
Жинзифов е роден през 1839 г. във Велес (тогава в Османската империя, днес в Северна Македония) с името Ксенофонт Дзиндзифи, което по-късно българизира по настояване на Димитър Миладинов и Георги Раковски. Според Кузман Шапкарев баща му Йоан Дзиндзифи е от цинцарски произход, но това твърдение се отрича от Жинзифови. Отначало учи гръцки език в Прилеп, в училището на баща си Иван Жинзифов, родом от Битоля. Едновременно с това успява да изучи и български език при учителя Никола Тонджоров. През 1856 г. става помощник-учител в Прилеп при Димитър Миладинов. След това учителства в Кукуш.
През 1858 г. отива в Русия с помощта на Александър Рачински, Димитър Миладинов и подкрепа на одеското настоятелство се записва в Херсонската гимназия в Одеса (1857), заминава в края на 1858 г. за Москва и през 1864 г. завършва Историко-филологическия факултет на Московския университет със степен кандидат. През 1863 г. издава книгата си „Новобългарска сбирка“, в която са включени оригинални и преводни стихотворения. Живее в средата на младата българска емиграция в Москва и заедно с Любен Каравелов, Нешо Бончев, Константин Миладинов, Константин Станишев, Васил Попович и др. започва да издава списание „Братски труд“. През 1866 г. се връща в България. Учителства две години в Битоля. Отново заминава за Русия и приема руско поданство.
Близък до кръга на славянофилите, Жинзифов развива огромна публицистична дейност в руския периодичен печат за запознаването на руската общественост с тежкото положение на българския народ. Сътрудничи и на българските вестници „Дунавска зора“, „Македония“, „Свобода“, „Българска пчела“, „Век“, „Време“, в списанията „Читалище“, „Периодическо списание“, „Български книжици“ и др., в които публикува статии, стихотворения, народни песни, един разказ. Много от чертите на поетическото му творчество го определят като поет романтик. По това време се разболява от туберкулоза, която е бич за много негови съвременници. Състоянието му се влошава. Умира на рождения си ден през 1877 г.

## Творчество
Автор е на стихотворенията:
- „Гусляр в собор“, „Охрид“ и „Жалба“, отпечатани в списание „Братски труд“, кн. 4, 1862 г.;
- „Новобългарска сбирка“ / Слово за полкът Игорев, превод от староруский язик. Краледворска ръкопис. Превод от чешский язик. Гусляр Тараса Шевченка, превод малоруско наречие. Новобългарска гусла./ Москва, в книгопечатницата на Бахметева, 1863;
- „До българската майка“ – в „Дунавска зора“, г. 1868, бр. 21 – 2;
- поемата „Кървава кошуля“ е отпечатана в Браила, 1870 г.[7]

## Памет
На Райко Жинзифов е наречена улица в квартал „Крива река“ в София (Карта), улица във Варна, Кърджали и село Жинзифово в община Кърджали.
На него е наречен и Райков нунатак в Антарктика.